# Knížectví
Knížectví označuje jednu z forem vlády státu, v jehož čele stojí kníže. Knížectví dnes existují jako suverénní státní celky (Monako, Lichtenštejnsko, Andorra), nebo jako historická území (např. České knížectví, Nitranské knížectví aj.)

## Současnost
V dnešní době se pod pojmem knížectví rozumí právně svrchovaný stát s vlastním (suverénním) územím monarchy šlechtického původu v knížecí hodnosti anebo území, jež je součástí jiného státu (monarchie), např. Asturské knížectví ve Španělském království.
Mezi evropská knížectví patří Lichtenštejnsko, Monako a také Andorra, kde panuje tzv. Dvojvládí, protože knížetem v tomto knížectví jsou současně francouzský prezident a druhým biskup.
Zajímavostí je, že na titulaturu knížectví si osobují nárok i některé mezinárodním společenstvím neuznané území jako je Sealand, Seborga, New Utopia.

## Historie
Vznik knížectví souvisí s rozvojem ekonomiky v níž je hlavním majetkem půda (feudální systém), nejprve od. 9. století vznikla knížectví, která byla zcela nezávislá na jiném panovníkovi. Taková knížectví v průběhu několika století zpravidla buď zanikla, anebo se stala královstvím (např. české knížectví).
Později se tento titul významově posunul na území nezávislá v rámci římsko-německé říše. Takovýchto území existoval značný počet (kolem dvou set), tato území však praktikovala samostatnou vládu pouze v období slabých císařů.

## Některá knížectví
- Abchazské knížectví
- Adžarské knížectví
- Achajské knížectví
- Akvitánské knížectví
- Albánské knížectví
- Andorrské knížectví
- Anhaltská knížectví
- Antiochijské knížectví
- Ansbašské knížectví
- Arménské knížectví
- Auersperské knížectví
- Birkenfeld (knížectví)
- Bulharské knížectví
- Burgundské knížectví
- Calenberské knížectví
- Černohorské knížectví
- České knížectví
- Fürstenberské knížectví
- Galilejské knížectví
- Göttingenské knížectví
- Hohenzollernské knížectví
- Chorvatské knížectví
- Katalánské knížectví
- Lichtenberské knížectví
- Lichtenštejnské knížectví
- Leyen (knížectví)
- knížectví Lippe
- knížectví Lucca a Piombino
- Lübeck (knížectví)
- Meklenburské knížectví
- Monacké knížectví
- Neuchâtel (knížectví)
- Oranžské knížectví
- knížectví Oranžsko-Nasavské
- Piedmontské knížectví
- Piombino (knížectví)
- Podunajská knížectví
  - Spojená knížectví Valašska a Moldávie (Rumunské knížectví)
  - Moldavské knížectví
  - Sedmihradské knížectví
  - Valašské knížectví
- Polské knížectví
- Pskovské knížectví
- Reusské knížectví
- Řezenské knížectví
- knížectví Schaumburg-Lippe
- Schwarzburské knížectví
  - Schwarzbursko-Rudolstadtské knížectví
  - Schwarzbursko-Sondershausenské knížectví
- Slezská knížectví
  - Seznam slezských knížectví
  - Niské knížectví
  - Opavské knížectví
  - Těšínské knížectví
- Salm (knížectví)
- Knížectví Sealand (mikrostát)
- Knížectví Seborga (mikrostát)
- Srbské knížectví
- Varšavské knížectví (někdy také vévodství)
- Volyňské knížectví
- Waldecké knížectví